# Condado de Knott
El condado de Knott (en inglés: Knott County), fundado en 1800, es uno de 120 condados del estado estadounidense de Kentucky. En el año 2000, el condado tenía una población de 31,795 habitantes y una densidad poblacional de 32 personas por km². La sede del condado es Barbourville.

## Geografía
Según la Oficina del Censo, el condado tiene un área total de 914 km² (352,9 mi²), de la cual 912 km² (352,1 mi²) es tierra y 3 km² (1,2 mi²) (0.23%) es agua.

### Condados adyacentes
- Condado de Magoffin (norte)
- Condado de Floyd (noreste)
- Condado de Pike (este)
- Condado de Letcher (sur)
- Condado de Perry (suroeste)
- Condado de Breathitt (noroeste)

## Demografía
Según la Oficina del Censo en 2000, los ingresos medios por hogar en el condado eran de $20,373, y los ingresos medios por familia eran $24,930. Los hombres tenían unos ingresos medios de $29,471 frente a los $21,240 para las mujeres. La renta per cápita para el condado era de $11,297. Alrededor del 31.10% de la población estaban por debajo del umbral de pobreza.

## Localidades
- Hindman
- Pippa Passes

### Comunidades
- Vest